# Bahía de Nuadibú
La bahía de Nuadibú, también conocida como bahía de Lévrier o Dajlet Nuadibú (Baie du Lévrier en francés, bahía del Galgo en las cartas náuticas españolas del siglo XIX), se encuentra situada en la costa atlántica de Mauritania. Cierran la bahía el cabo Blanco al oeste y el cabo Sainte-Anne al este.

## Descripción
Es uno de los mayores puertos naturales de la costa atlántica de África y el único relevante de Mauritania. Lo forma la península de cabo Blanco (también conocida como Ras Nuadibú), que se extiende de norte a sur durante unos 50 km, creando una bahía de unos 43 km de largo y 32 de ancho en el punto más amplio.
A sus condiciones geográficas, la bahía de Nuadibú une unas condiciones marítimas muy favorables, dada la ausencia de corrientes significativas. También las condiciones climatológicas favorecen su uso como puerto al encontrarse al abrigo de los vientos y de las tormentas. El único factor desfavorable es la escasa profundidad del mar en la mayor parte de la bahía, lo que ha requerido frecuentes drenajes de los canales de navegación.

## Importancia económica
La bahía de Nuadibú constituye el área económica y comercial más importante de Mauritania. Es la base de la industria pesquera mauritana, así como la vía por la que se exporta del país el mineral de hierro procedente de las minas de Zuérate, que llega al puerto minero de Point Central (situado al sur de Nuadibú) por un ferrocarril, el único de Mauritania, que recorre 650 km desde las minas al puerto.